# Acanthoderes subtessellata
Acanthoderes subtessellata là một loài bọ cánh cứng trong họ Cerambycidae.